# Verden (Aller)
Verden é uma cidade da Alemanha, capital do distrito homónimo no estado de Baixa Saxônia (Niedersachsen), situada nas margens do rio Aller.